# Seth DeValve
Seth Nicolas DeValve (Manchester, 29 gennaio 1993) è un giocatore di football americano statunitense che milita nel ruolo di tight end per i Jacksonville Jaguars della National Football League (NFL).

## Biografia

### Carriera professionistica
DeValve al college giocò a football con i Princeton Tigers dal 2011 al 2015. Fu scelto nel corso del quarto giro (138º assoluto) nel Draft NFL 2016 dai Cleveland Browns. Debuttò come professionista nel primo turno contro i Philadelphia Eagles, senza ricevere alcun passaggio. La miglior gara della sua prima annata fu nella settimana 6 contro i Tennessee Titans in cui ricevette 5 passaggi per 65 yard. Il primo touchdown lo segnò il 10 novembre nella gara contro i Baltimore Ravens, su un passaggio da 25 yard di Cody Kessler. La sua stagione da rookie si concluse con 12 ricezioni per 127 yard e 2 touchdown in 12 partite, 2 delle quali come titolare.

### Jacksonville Jaguars
Nel 2019 DeValve passò ai Jacksonville Jaguars.

## Statistiche
| Partite totali      | 12  |
| Partite da titolare | 2   |
| Ricezioni           | 10  |
| Yard ricevute       | 127 |
| Touchdown           | 2   |

Statistiche aggiornate alla stagione 2016